# ابن دکدکچی
ابراهیم دکدکچی شهرت‌یافته به ابن دکدکچی (۱۶۹۲ -۱۷۲۰ م) (نسب: ابراهیم بن محمد بن ابراهیم) شاعر سوری ترکمن‌تبار بود. از اهالی دمشق بود که همانجا در جوانی بر اثر طاعون درگذشت. 